# Wydział Filologii Polskiej i Klasycznej Uniwersytetu im. Adama Mickiewicza w Poznaniu
Wydział Filologii Polskiej i Klasycznej Uniwersytetu im. Adama Mickiewicza w Poznaniu (WFPiK UAM) – jeden z 21 wydziałów Uniwersytetu im. Adama Mickiewicza w Poznaniu, kształcący studentów w kierunkach zaliczanych do nauk humanistycznych - w obrębie Filologii polskiej, na studiach stacjonarnych i niestacjonarnych, Filologii klasycznej, a także na Filologii polskiej jako obcej, Humanistyce w szkole - polonistyczno-historycznych studiach nauczycielskich, Polonistyczno-filozoficznych studiach nauczycielskich, kierunku Polacy i Niemcy w Europie, Sztuce pisania, Studiach śródziemnomorskich, Literaturze powszechnej, Studiach slawistycznych, Central European and Balkan Studies, Central Europe in the International Perspective, Filmoznawstwie i kulturze mediów, Groznawstwie, Międzyobszarowych Indywidualnych Studiach Humanistycznych i Społecznych, na studiach stacjonarnych oraz studiach podyplomowych.
Mieści się on w całości w budynku Collegium Maius przy ul. Aleksandra Fredry 10. 25 września 2009 roku nastąpiło otwarcie nowej biblioteki wydziałowej, która została wybudowana na tyłach budynku Collegium Maius, połączonego z budynkiem głównym. Od 2018 roku biblioteka nosi imię byłego dziekana, prof. dr. hab. Józefa Tomasza Pokrzywniaka. Przedtem biblioteka mieściła się w gmachu Collegium Novum przy al. Niepodległości 4 – poprzedniej siedzibie polonistyki UAM.
W roku akademickim 2017/2018 na wydziale kształciło się 1964 studentów oraz 143 doktorantów.
W 1939 jako Seminarium Historii i Literatury Polskiej U. P. zostało członkiem Towarzystwa Miłośników Miasta Poznania.

## Poczet dziekanów
1. dr hab. Wojciech Ryszard Rzepka (1988–1993)
2. prof. dr hab. Bogdan Walczak (1993–1999)
3. prof. dr hab. Antoni Smuszkiewicz (1999–2005)
4. prof. dr hab. Józef Tomasz Pokrzywniak (2005–2012)
5. prof. dr hab. Bogumiła Kaniewska (2012–2016)
6. prof. dr hab. Tomasz Mizerkiewicz (2016–2024)
7. prof. UAM dr hab. Krzysztof Skibski (od 2024)

## Władze Wydziału
W kadencji 2024–2028:
| Stanowisko                                           | Imię i nazwisko             |
| ---------------------------------------------------- | --------------------------- |
| Dziekan                                              | dr hab. Krzysztof Skibski   |
| Prodziekan ds. nauki                                 | dr hab. Jerzy Borowczyk     |
| Prodziekan ds. współpracy międzynarodowej            | dr hab. Konrad Dominas      |
| Prodziekan ds. kształcenia i współpracy z otoczeniem | dr Sylwia Karolak           |
| Prodziekan ds. studenckich                           | dr Urszula Kowalska-Nadolna |

## Struktura organizacyjna

### Instytut Filologii Klasycznej
Dyrektor: dr hab. Mateusz Stróżyński
- Zakład Hellenistyki
- Zakład Latynistyki

### Instytut Filologii Polskiej
Dyrektor: dr hab. Elżbieta Winiecka
- Zakład Antropologii Literatury
- Zakład Badań nad Tradycją Europejską
- Zakład Dydaktyki Literatury i Języka Polskiego
- Zakład Estetyki Literackiej
- Zakład Frazeologii i Kultury Języka Polskiego
- Zakład Gramatyki Współczesnego Języka Polskiego i Onomastyki
- Zakład Historii Języka Polskiego
- Zakład Komparatystyki Literackiej i Kulturowej
- Zakład Leksykologii i Logopedii
- Zakład Lingwistyki Antropologicznej
- Zakład Literatury i Kultury Nowoczesnej
- Zakład Literatury Pozytywizmu i Młodej Polski
- Zakład Literatury Romantyzmu
- Zakład Literatury Staropolskiej i Oświecenia
- Zakład Literatury XX wieku, Teorii Literatury i Sztuki Przekładu
- Zakład Nauk Pomocniczych i Edytorstwa
- Zakład Poetyki i Krytyki Literackiej
- Zakład Retoryki, Pragmalingwistyki i Dziennikarstwa
- Zakład Semiotyki Literatury
- Pracownia Badań Literatury i Kultury Niezależnej
- Pracownia Dialektologiczna
- Pracownia Dokumentacji Literackiej
- Pracownia Innowacji Dydaktycznych
- Pracownia Leksykograficzna

### Instytut Filologii Słowiańskiej
Dyrektor: dr hab. Anna Gawarecka
- Zakład Językoznawstwa Porównawczego
- Zakład Języków i Literatur Zachodniosłowiańskich
- Zakład Języków Południowosłowiańskich
- Zakład Literatur Południowosłowiańskich
- Zakład Slawistyki Kulturoznawczej
- Pracownia Genderowych i Transkulturowych Studiów Bałkanistycznych

### Instytut Filmu, Mediów i Sztuk Audiowizualnych
Dyrektor: dr hab. Wojciech Otto
- Zakład Historii i Teorii Filmu
- Zakład Sztuki Filmowej i Badań nad Intermedialnością

### Pozostałe jednostki organizacyjne
| Jednostka                                                              | Kierownik             |
| ---------------------------------------------------------------------- | --------------------- |
| Studium Języka i Kultury Polskiej dla Cudzoziemców UAM                 | dr Wojciech Hofmański |
| Międzyobszarowe Indywidualne Studia Humanistyczne i Społeczne (MISHiS) | dr hab. Rafał Dymczyk |
| Biblioteka Wydziału Filologii Polskiej i Klasycznej                    | dr Józef Malinowski   |